# ミニオンズ (キャラクター)
ミニオンズ（英語: Minions）は、イルミネーションが制作し、ユニバーサル・スタジオが配給するアニメ映画シリーズ『怪盗グルーシリーズ』に多数登場する生物である。

ミニオンズのロゴ

2010年の映画『怪盗グルーの月泥棒 3D』で登場。2013年に『怪盗グルーのミニオン危機一発』、2015年の『ミニオンズ』（ミニオンズが主役をつとめるスピンオフ作品）、2017年の『怪盗グルーのミニオン大脱走』2022年の『ミニオンズ フィーバー』と、「怪盗グルーのミニオン超変身」の6本の長編映画に登場する。
声は基本的にピエール・コフィンが演じているが、2作目まではクリス・ルノー、1作目のみジェマイン・クレメントも一部のミニオンを演じていた。日本語吹き替えはメンバー一覧を参照。
一風変わった言語と、子どもっぽい振る舞いが特徴である。イルミネーション・エンターテインメントの公式マスコットでもある。コムキャストによるNBCユニバーサルの買収ののち、ウッディー・ウッドペッカーにとって変わり、親会社となったコムキャストとユニバーサル両方の企業のアイコンとされるようになっている。
イルミネーション・エンターテインメントのプロデューサーであるクリス・メレダンドリは、「私たちのアニメチームは、他のどのキャラクターよりもミニオンたちを描くのが楽しくてしょうがない」とコメントしている。

## 特徴
ミニオンズはオーバーオールを着てゴーグルをし、1つか2つの目を持つ小さくて黄色い子分たちである。歌やダンスも得意で、集団の団結力は強い。ミニオンズは大体、意味不明でわけのわからない言語で話している。その言語は日本語、インドネシア語、フランス語、英語、イタリア語、スペイン語、ヒンディー語を含むほかの言語から一部を借用している。一見無意味なことを言っているように聞こえるが、なんとか理解できるようにするためごく一部の単語や会話は全ての国向けに吹き替えを行っている。ミニオンズは一般的に欧米の男性に用いられる名前をつけられており、『ミニオンズ』の主役の3人組はケビン、スチュアート、ボブ、『怪盗グルーのミニオン大脱走』に出てくるミニオンズのリーダーはメルである。
2015年の映画『ミニオンズ』にて、ミニオンズは地球上で生命が誕生した頃に生まれ、何よりも最も邪悪な悪党に仕えたがっていることが描かれた。短編映画「バナナ」では、ミニオンズは果物、特にバナナに対する制御不可能な欲望を持っていることが描かれている。
ミニオンズはよく歌を歌う。ミニオン危機一髪では、『Another Irish Drinking song』、『I Swear』、『Y.M.C.A.』、『Ba Do Bleep』を歌い、ミニオンズでは、『Universal Fanfare』、『Revolution』、『Make'Em Laugh』、『Hair』、『Theme from the Mankees』を歌い、ミニオン大脱走では、『Papa Mama Loca Pipa』、『Tiki Tiki Babeloo』、『Malatikalano Polatina』を歌った。
『月泥棒』で重力の薬を飲んで酸素のない宇宙まで飛んで行ってしまったり、『ミニオンズ』でハーブに拷問されたりしたものの生き延びており不死身と思われるが『ミニオンズ』で体が凍えて動けなくなるなど、生命力は未知数である。

## ミニオンズのメンバー
怪盗グルーシリーズの映画やその他のメディアに登場するミニオンズとしては、次の全7種類のタイプが存在する。吹き替えは判明しているメンバーのみ、名前が被っているメンバーは一部修整して記載。
背は標準で目が二つ、真ん中分けのヘアスタイルのミニオン
- デイブ：吹き替え、桜井敏治

1作目から登場する。かなりのお調子者。ロケットランチャーを発射させるなど、いたずら好き。車を運転できるが、とても下手。グルーの妻のルーシーのことが好き。3作目でメルと共に家出しなかったミニオンの一人。
- マーク：1作目でアグネスのために、おもちゃを買ってきたミニオン。お母さんのコスチュームで登場した。カラオケが大好き。
- マイク：短編に登場。郵便係をしている。短編で唯一イーブルミニオンになったミニオン。
- トニー：ボブと仲が良い。
- ヘンリー：ミニオンズで、仲間と移動中、体が凍った状態で助け出された。
- ダン(ジョン)：2作目に登場。ジャムの味見をして不味さのあまり、ジャムの瓶を床に叩きつけ、イーブルミニオンから戻ったあと、舌についたジャムをはらっていた。短編ではメイソン、フレッド、ブラッドと共にサマーキャンプに参加する。
- リオネル：1作目でガエターノにハンマーで頭を殴られた。
- イアン：ミニオンズに登場。仲間と歌っていた時に、大きなチューバを吹いていた。
- ライアン：ミニオンズフィーバーに登場。
- ベン(ケン)：ミニオンズパラダイスに登場。料理上手で大きなバナナケーキを作った。
- レイ(ジョー):ミニオンズフィーバーに登場。

など
背は標準で目が二つ、スパイク型ヘアスタイルのミニオン
- トム：吹き替え、佐藤せつじ

ドジであわてん坊。1作目と2作目でグルーやスチュアートと格闘ポーズを決めていたミニオン。2作目では途中からメイドの格好で登場し、最初にイーブルミニオンにされた。ケビンと仲が良い。
3作目でメルと共に家出した。
- ジョニー(ジェリー)：1作目に登場。ロビンやスチュアート、デイブと仲が良い。3作目でメルと共に家出しなかったミニオンの一人。
- ラリー：1作目で、多く登場した。2作目ではジャムの味見をして、不味さのあまり、ジャムの瓶をダンに渡した。
- フィル：2作目で最初に連れ去られたミニオン。お茶目でかわいい物好き。トム同様、メイドの格好をしていた。
- チャック：ミニオンズでドラキュラの誕生日にケーキを部屋に運んできていた。
- コーディ：ミニオンズに登場。仲間と浮き輪で移動していた。
- ブライアン：アメリカのCMに登場。自宅で映画を見ようとしたところ、散々な目にあい、包帯姿で映画館に映画を見に行く結果となった。
- エイドリアン：ミニオンズフィーバーに登場。
- ジョッシュ：2作目では消防士の格好で登場し、斧を振り回す。ミニオンズフィーバーでは、カールと一緒にDJをしていた。
- デニス(デイブ)：短編に登場。新人ミニオン。

など
太めの体で目が二つ、ツンツンしたスパイク型ヘアスタイルのミニオン
- ジェリー：怖がりで仲間にからかわれることも。優しくて子守り上手なためか、2作目でグルーに子供たちを寝かせる仕事を任されたことがある。その後、ケビンと共に連れ去られた。3作目ではカールと一緒にDJをしていて、メルと共に家出した。
- ジョージ（ホルヘ）：1作目で自分のお尻をコピー機で何枚か印刷して、仲間と笑っていた。2作目では消防士の格好で登場し、ホースで火を消そうとして、騒動を起こす。イーブルミニオンにされなかったミニオンの1人。
- ジョシュ：1作目でグルーにおやすみのキスをもらう時、もう一回キスしてもらおうとしていたミニオン(デイブ)の頭を後ろからたたいた。
- エリック：ミニオンズでケビンの持っていた、仲間のミニオンの顔写真に載っていた。
- チャーリー：ミニオンズパラダイスのcmに登場。バルーンアートが得意。
- ガエターノ：1作目でグルーに集合をかけられたミニオン。
- バック：ミニオンズに登場。フランス革命時代で、仲間と共に兵士に追われる。
- マック：ミニオンズで原始時代のシーンに登場。
- ジェフ：短編に登場。
- ブラッド：短編に登場。ダン、フレッド、メイソンと共にサマーキャンプに参加していた。
- ジョー：短編でルイスやビルと共にアグネスのコーチをしていた。
- ジム(トム)：ボブと仲が良い。

など
背が高く目が二つ、頭頂から飛び出た逆毛が特徴のミニオン
- ケビン：吹き替え、多田野曜平

ミニオンのリーダーで、兄貴的存在。ミニオンズでは、スチュアートとボブを助っ人に、ボス探しの旅に出る。スカーレットの夫、ハーブの発明品で巨大化したことがある。2作目では、ジェリーとゴルフをしていた時に、連れ去られる。ジェリーや、スチュアートなど、他のミニオンをからかうこともしばしばある。
- ティム：負けず嫌いだがおっちょこちょいなところもある。1作目では、お父さんのコスチュームで登場し、2作目では、おじいちゃんのコスチュームで登場した。3作目でメルと共に家出した。
- ポール：1作目と2作目に登場。喧嘩好きのミニオン。短編でラリーやダーウィンとバナナを取り合っていた。
- ケン：短編に登場。ゲーム好きで、サボり魔。マイクと郵便係をしている。
- ルイス：短編に登場。ビルやジョーと仲が良い。
- メイソン：短編に登場。サマーキャンプ中にミサイルでダムを破壊し、洪水を起こす。
- ドイル(デイブ)：ミニオンズフィーバーに登場。パーマで膨らませたカツラで主婦に変装して、グルーの母親に卵料理を配らされていた。

など
背は標準で目は一つ、真ん中分けのヘアスタイルのミニオン
- スチュアート：吹き替え、青山穣

ミニオンで一番のバナナ好き。人前で歌うことが好きで、ロックスターになることを夢見ている。2作目では、デイブと行動を共にすることが多かった。昔は、ウクレレを持ち歩いていた。
- ジョン：1作目のエンドロールで、レフリーの格好をしていた。反則をしたら怒る。
- スティーブ：2作目でアイスが舌にくっ付いてしまったミニオン。
- ダーウィン：短編でラリーやポールと、バナナの取り合いをしたミニオン。
- ダグラス：ミニオンズに登場。体が凍ったヘンリーを見つける。
- フランク：短編に登場。数本のまち針が頭に刺さってしまった。
- ビル（ウィリアム）：短編に登場。ルイスやジョーと仲良し。
- クロード：短編に登場。
- デイル(デイブ)：ミニオンズに登場。ケビンからの電話に出ていた。2作目ではグルーがルーシーに電話をかける練習をしていた時に、グルーの相手をしていた。
- ウィル(フィル)：赤ちゃんの変装で登場した。アグネスに、キスをされたことがある。
- ロビン(ケビン)：吹き替え、多々野曜平

1作目で縮ませ光線銃によって、小さくなってしまったが、終盤で元に戻る。
など
背は標準で目は一つ、スパイク型のヘアスタイルのミニオン
- カール：DJからスケボーまで、何でもこなすパリピミニオン。おしゃべりで口うるさく、2作目でグルーが火事を起こした時、メガホンを持って、「ビードー ビードー」と、サイレン音を真似た。イーブルミニオンにされなかったミニオンの1人。3作目ではジェリーと一緒にDJをしていて、メルと共に家出した。
- ランス：2作目に登場する。きれい好きで掃除の時は、頭にタオルを巻いている。イーブルミニオンにされなかったミニオンの1人。
- ドニー：2作目に登場。足を滑らしたことにより、頭がジャムのビンにはまってしまった。ポールと仲が良く、誘拐される時も彼と一緒にいた。
- クリス：ボブと仲が良い。
- ペドロ：1作目に登場。ロケットランチャーで頭を黒焦げにしたデイブの肩を殴った。
- バリー：ミニオンズパラダイスのcmでブリトーを仲間にご馳走していた。
- ピーター：3作目に登場。メルに注意されていた。
- フレッド：短編に登場。サマーキャンプ中にクマに連れ去られた。
- ロブ(ボブ)：重力に逆らう薬を飲んで、宇宙まで浮いていってしまったミニオン。

など
その他のミニオン
- ボブ：吹き替え、佐藤せつじ

ミニオンズに登場。背は小さく目は二つのオッドアイ、ハゲ頭が特徴。幼い性格で、テディベアのティムをいつも持ち歩いている。
- フィル：ミニオンズパラダイスに登場。主役。背は標準で目は二つ、パーマを当てたようなよれよれの縮り毛が特徴でオレンジ色の水着を着ている。優しい性格だが凄いドジ。
- メル：3作目に登場。背は標準で目は一つ、頭の回りから下へ毛の垂れたヘアスタイルが特徴で『I♡GRU』のプリントのキャップを持っている。3作目ではミニオンのリーダー的存在として、登場する。
- オットー：ミニオンズフィーバーに登場。体は太めで目は二つ、短いスパイクスタイルが特徴。おしゃべりで少し不器用な性格。歯の矯正をしている。
- ノーバート：ミニオンズに登場。背は標準で目は一つ、頭頂から飛び出た逆毛が特徴。ちょっと間抜けなミニオン。
- ビリー(グルボーイ)：1作目でグルーに声をかけられたミニオン。名前のみの登場。
- レオ：3作目で名前のみ登場。
- ロジャー：3作目で名前のみ登場。

## 受容
映画『怪盗グルーの月泥棒』でサブキャラとして登場して以来、ミニオン人気は上がり続けている。ミニオンズはユニバーサルのテーマパークやNBCのプライムタイムテレビ番組、Xフィニティリモートコントロールを含むさまざまなコムキャスト/NBCユニバーサルの所有コンテンツにふだんから登場し、タイアッププロモーションを行っている。
日本においても「カワイイ」キャラクターと見なされ、ユニバーサル・スタジオ・ジャパンなどでも来場者から高い人気を誇っている。2017年にはユニバーサル・スタジオ・ジャパンに「ミニオン・パーク」というエリアが設けられた。
『ザ・シンプソンズ』の2014年10月19日のエピソード"Treehouse of Horror XXV"にはシンプソン一家のミニオンズ版が登場する。
2015年にイギリスのコーンウォールにある村、ミニオンズがユニバーサル・スタジオに料金を払ってミニオンズが登場する道路標識を作った。同年10月には、人々が車を止めて写真を撮るため安全性の問題があるということでこの標識は撤去されたが、村民は別の場所に標識を戻すよう運動している。
2016年のエイプリルフールに、GoogleはGmailサービスの上にミニオンズのGIF画像とともに「マイクドロップ」のボタンを設置した。しかしながらこの機能はすぐ反発を受けた。うっかり職探しの最中に画像を送ってしまい、仕事の選考で落ちたり、クビになることすらあったというような苦情が多くの人から寄せられた。Googleはこうした理由と、また通常のボタンを押しても画像が送られるバグにも言及して、間もなくこの機能を取り除いた。
ミニオンズは映画館チェーンであるシネマーク・シアターズの広告にも登場した。ミニオンたちが電球を換えようとするが、他のあるミニオンがそれをからかって笑っている間に換えの電球を落としてしまったため、他のミニオンたちはこの電球を壊してしまったミニオンをソケットに突っ込んで電球のかわりに光るようにするというものである。この広告はシネマークが自社の3Dシステムが非常に明るいことを宣伝するために製作したものであった。当初このクリップは『怪盗グルーのミニオン危機一発』の前にのみ放映されていたが、のちに他の3D映画の前にも上映されるようになった。日本でもTOHOシネマズ（日本で映画を配給している東宝東和と同じく東宝グループの映画館チェーン）とタイアップしている。

## 漫画
- 『みらくるトリオ! ミニオンズ』 - 小泉作十作、『別冊コロコロコミック』（小学館）2016年12月号より連載中、『ミニオンズ』と同様にケビン、スチュアート、ボブが登場する。また、本作のミニオンはミニオン語ではなく普通に話している。単行本は2022年現在3巻まで刊行されている。

## テーマパーク
- 『ミニオン・ハチャメチャ・ライド』（en:Despicable Me Minion Mayhem） - ユニバーサル・スタジオ・フロリダ、ユニバーサル・スタジオ・ハリウッド、ユニバーサル・スタジオ・ジャパンのアトラクション